# Douchegordijn

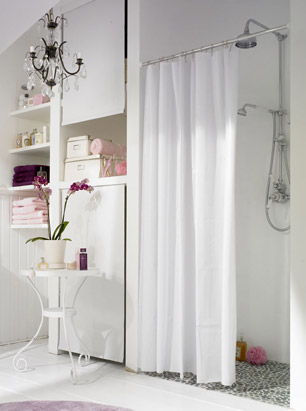
Douche met gordijn

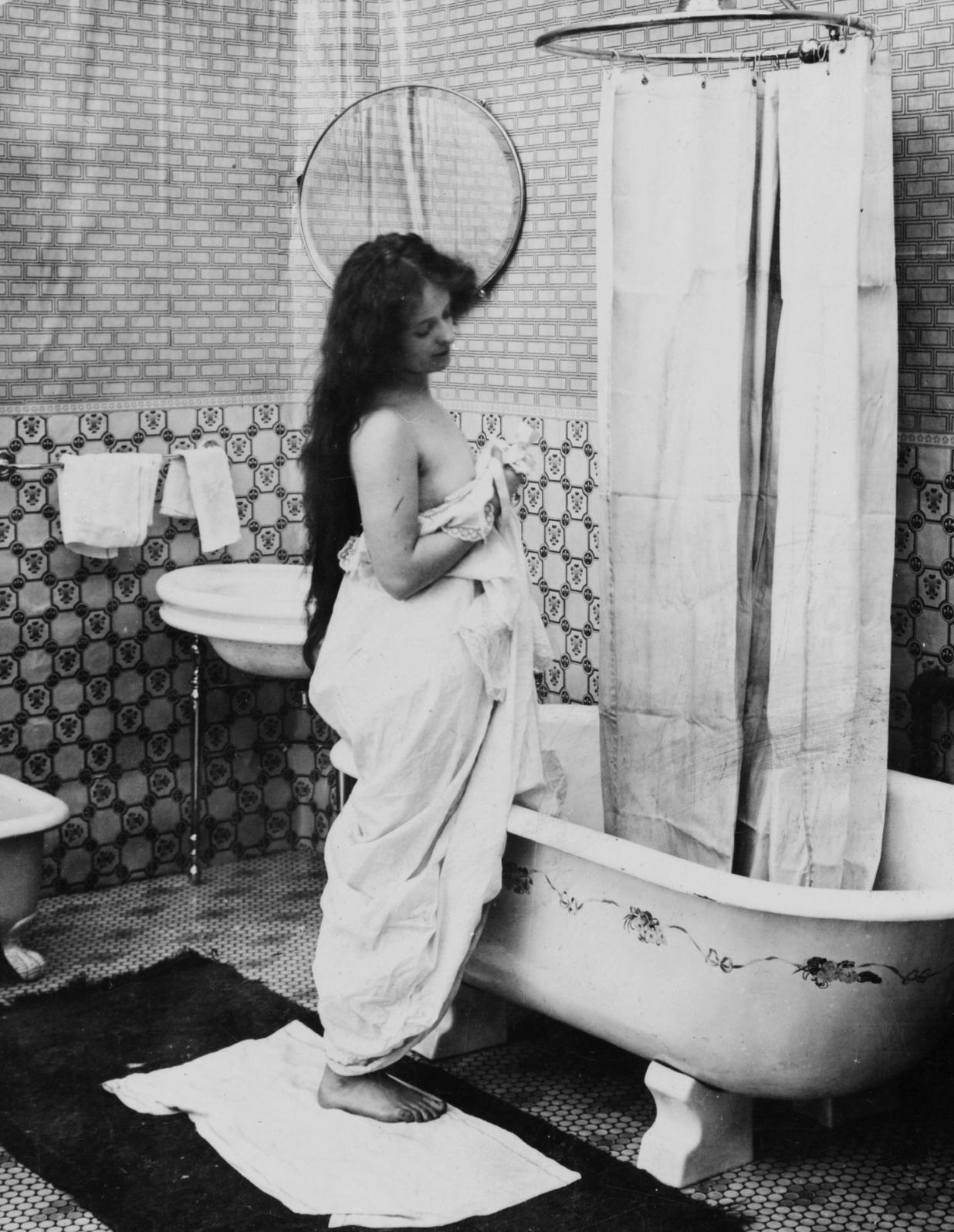
Douchegordijn op een foto uit 1902

Een douchegordijn is een waterdicht gordijn van kunststof dat gebruikt kan worden bij het nemen van een douche als de doucheruimte niet in een douchecabine zit en is afgesloten met een deur, om de naastgelegen vloer niet te nat te laten worden. Ook wordt het gebruikt indien men een douche neemt in een ligbad.
Een douchegordijn hangt meestal aan een boven de douche of bad gespannen gordijnroede. Dit kan een stang met een zelfklemmende veerconstructie zijn, waarmee deze tussen de muren wordt ingeklemd.
Het gordijn voorkomt dat de badkamer tijdens het douchen nat wordt. Het gordijn zorgt tevens voor privacy indien de badkamer door meerdere mensen tegelijk wordt gebruikt, en beschermt tegen afkoeling van het ontklede lichaam tijdens het douchen en het afdrogen.

## Douchegordijn-effect
Een bekend fenomeen is dat tijdens het douchen het douchegordijn naar binnen beweegt. Ofschoon het effect algemeen bekend is, is er geen eenduidige verklaring voor. Er zijn verschillende theorieën. In 2001 is hieraan een artikel gewijd in het tijdschrift Scientific American:
- Schoorsteeneffect: de lucht in de doucheruimte wordt verwarmd door het warme douchewater. Warme lucht stijgt op en zuigt onderaan koude lucht aan, waardoor het gordijn naar binnen wordt getrokken.
- Bernoulli-effect: een toename van snelheid veroorzaakt drukverlaging. Het omlaag stromende water neemt lucht mee, die langs het douchegordijn stroomt.
- Horizontale-vortextheorie: met computermodellen van een doucheruimte is ontdekt dat de straal van de douchekop een horizontale vortex veroorzaakt. Deze heeft een lage druk in het centrum, die het gordijn naar binnen kan zuigen. Dit onderzoek is gedaan door David Schmidt van de Universiteit van Massachusetts, die voor dit werk in 2001 de Ig Nobelprijs voor natuurkunde won.[2]
- Het Coandă-effect: het verschijnsel dat een stromende vloeistof de neiging heeft een gebogen oppervlak te volgen.
- Condensatie: lucht die opgewarmd is door de douche, koelt weer af in de omgeving van het koudere douchegordijn. Doordat afkoelende lucht krimpt en de druk verlaagt, trekt dit het douchegordijn naar zich toe.